# André Maginot
Andrè Maginot (Parigi, 17 febbraio 1877 – Parigi, 7 gennaio 1932) è stato un militare e politico francese.

## Biografia
Nel 1897 si laurea in giurisprudenza.
Nel 1910 viene eletto al parlamento, dove diviene, dal 1913 al 1914, sottosegretario alla difesa. Allo scoppio della prima guerra mondiale si arruola nell'esercito, combattendo in prima linea. Viene promosso al grado di sergente per l'alto valore militare, e il 9 novembre 1914 viene ferito gravemente durante uno scontro.
Combatté anche a Verdun dove fu nuovamente ferito gravemente, ristabilitosi si diede alla carriera politica, e nel 1916 fu uno dei sostenitori della deposizione di Joseph Joffre da Capo Supremo dell'esercito francese.
Ministro della Guerra francese, dal 2 novembre 1929 al 17 febbraio 1930. Grazie alla sua ostinazione fu approvata la proposta di spesa per l'importo di 3.000.000 Franchi, necessari per la realizzazione della maggior parte della celebre fortificazione difensiva che da lui prese il nome, la Linea Maginot.
Maginot fondò l'Union Petrolière Latine, sorta di società petrolifera pubblica, rendendosi inviso ai petrolieri occidentali, come succederà in seguito all'italiano Enrico Mattei. Sulla sua morte improvvisa non è stata fatta luce e sembra che fosse dovuta ad avvelenamento.